# Olivia Newton-John/Auszeichnungen für Musikverkäufe

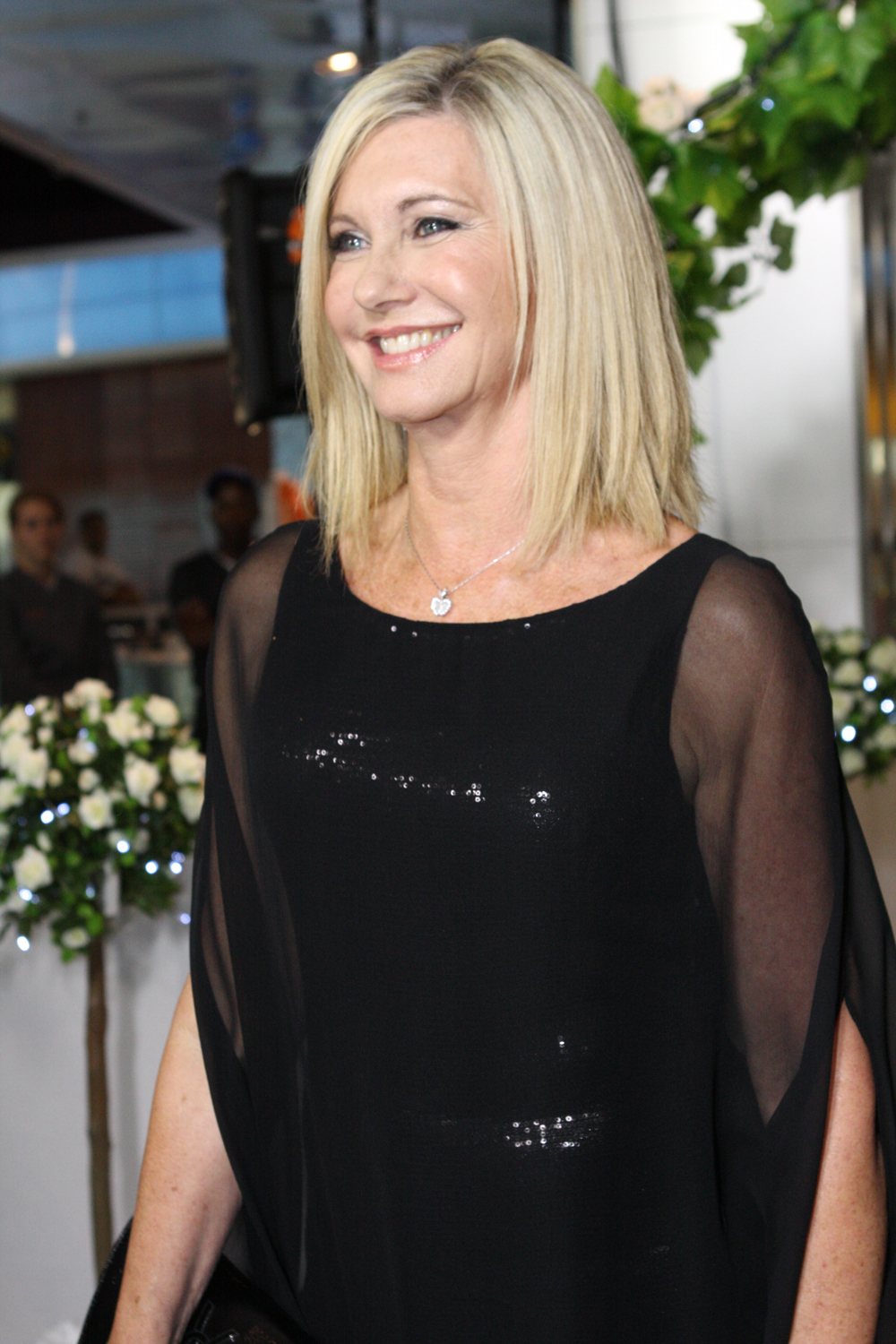
Olivia Newton-John (2012)

Dies ist eine Übersicht über die Auszeichnungen für Musikverkäufe der britisch-australischen Sängerin Olivia Newton-John. Die Auszeichnungen finden sich nach ihrer Art (Gold, Platin usw.), nach Staaten getrennt in chronologischer Reihenfolge, geordnet sowie nach den Tonträgern selbst, ebenfalls in chronologischer Reihenfolge, getrennt nach Medium (Alben, Singles usw.), wieder.

## Auszeichnungen
| - Vereinigtes Königreich - 1971: für die Single Banks of the Ohio - 1978: für die Single A Little More Love - 1980: für die Single Xanadu - 1981: für die Single Physical - Australien - 1977: für das Album If Not for You - 1992: für das Album Back to Basics – The Essential Collection - 1994: für das Album Gaia: One Woman’s Journey - 2004: für das Album Indigo – Women of Song - 2005: für das Videoalbum Gold - 2015: für das Album Two Strong Hearts Live - Belgien - 1995: für das Album Grease - Brasilien - 1979: für das Album Grease - Dänemark - 2023: für die Single Summer Nights - Deutschland - 1978: für die Single You’re the One That I Want - 1980: für das Album Xanadu - Europa - 1991: für das Album Grease - Frankreich - 1978: für die Single You’re the One That I Want - 1978: für die Single Summer Nights - Hongkong - 1977: für das Album Come On Over - 1978: für das Album Olivia Newton-John’s Greatest Hits - 1982: für das Album Physical - Italien - 1981: für das Album Xanadu - 1981: für die Single Xanadu - 2021: für die Single You’re the One That I Want - Japan - 1976: für das Album Clearly Love - 1976: für das Album Come On Over - 1976: für das Album Have You Never Been Mellow - 1976: für das Album Let Me Be There - 1976: für die Single Don’t Stop Believin’ - 1976: für die Single Have You Never Been Mellow - 1976: für die Single Jolene - 1978: für das Album Making a Good Thing Better - 1979: für das Album Totally Hot - 1982: für das Album Love Performance - 1982: für das Album Physical - 1983: für das Album Olivia’s Greatest Hits, Vol. 2 - 2003: für das Album The Definitive Collection - Kanada - 1974: für die Single Have You Never Been Mellow - 1974: für die Single If You Love Me (Let Me Know) - 1975: für die Single I Honestly Love You - 1977: für das Album Making a Good Thing Better - 1977: für das Album Don’t Stop Believin’ - 1978: für die Single Hopelessly Devoted to You - 1978: für die Single Summer Nights - 1979: für die Single A Little More Love - 1982: für die Single Make a Move on Me - 1982: für die Single Heart Attack - 1984: für die Single Twist of Fate - 1985: für das Album Soul Kiss - Neuseeland - 1978: für das Album Come On Over - 1982: für das Album Physical - 1992: für das Album Back to Basics – The Essential Collection - 2022: für die Single Hopelessly Devoted to You - 2022: für die Single Summer Nights - 2024: für das Album Two Strong Hearts Live - Niederlande - 1979: für das Album Totally Hot - Österreich - 1998: für das Album Grease - Schweiz - 1998: für das Album Grease - Singapur - 1998: für das Album Grease - Spanien - 2024: für die Single Summer Nights - Vereinigte Staaten - 1974: für die Single Let Me Be There - 1974: für die Single If You Love Me (Let Me Know) - 1974: für das Album If You Love Me, Let Me Know - 1974: für die Single I Honestly Love You - 1974: für das Album Let Me Be There - 1975: für das Album Have You Never Been Mellow - 1975: für die Single Have You Never Been Mellow - 1975: für die Single Please Mr. Please - 1975: für das Album Clearly Love - 1976: für das Album Come On Over - 1976: für das Album Don’t Stop Believin’ - 1978: für die Single Summer Nights - 1979: für die Single A Little More Love - 1980: für die Single Magic - 1983: für das Videoalbum Olivia Physical - 1983: für das Videoalbum Olivia in Concert - 1985: für das Album Soul Kiss - 1998: für das Album Back to Basics – The Essential Collection - Vereinigtes Königreich - 1978: für die Single A Little More Love - 1978: für die Single Hopelessly Devoted to You - 1979: für das Album Totally Hot - 1980: für das Album Xanadu - 1982: für das Album Physical - 2004: für das Album The Definitive Collection | - Australien - 1972: für die Single Banks of the Ohio - Australien - 1978: für das Album Long Live Love - 1980: für das Album Xanadu - 1980: für die Single Magic - 1982: für die Single Physical - 1991: für die Single Grease Megamix - 2002: für das Album 2 - 2015: für das Videoalbum Two Strong Hearts - Dänemark - 2024: für die Single You’re the One That I Want - Frankreich - 1992: für das Album Grease - Hongkong - 1979: für das Album Grease - 1981: für das Album Xanadu - Italien - 2022: für das Album Grease - Kanada - 1976: für das Album Clearly Love - 1977: für das Album Let Me Be There - 1977: für das Album Olivia Newton-John’s Greatest Hits - 1977: für das Album Come On Over - 1978: für das Album Totally Hot - Neuseeland - 1978: für das Album Grease - 1980: für das Album Xanadu - 1982: für die Single Physical - 1983: für das Album Olivia’s Greatest Hits, Vol. 2 - Niederlande - 1978: für die Single You’re the One That I Want - Norwegen - 1998: für das Album Grease - Spanien - 2024: für die Single You’re the One That I Want - Vereinigte Staaten - 1978: für die Single You’re the One That I Want - 1978: für das Album Totally Hot - 1982: für die Single Physical - 1983: für das Videoalbum Twist of Fate - 1984: für das Album Two of a Kind - 2023: für die Single Hopelessly Devoted to You - Vereinigtes Königreich - 1978: für die Single You’re the One That I Want - 1978: für die Single Summer Nights - 1983: für das Album Olivia Newton-John’s Greatest Hits - 1983: für das Album Olivia’s Greatest Hits, Vol. 2 - Australien - 1978: für das Album Olivia’s Greatest Hits, Vol. 2 - 1982: für das Album Physical - 2017: für das Album Friends for Christmas - Kanada - 1978: für das Album Have You Never Been Mellow - 1978: für das Album If You Love Me, Let Me Know - 1982: für die Single Physical - 1982: für das Album Xanadu - Neuseeland - 2024: für die Single You’re the One That I Want - Vereinigte Staaten - 1984: für das Album Physical - 1984: für das Album Olivia Newton-John’s Greatest Hits - 1984: für das Album Olivia’s Greatest Hits, Vol. 2 - 1984: für das Album Xanadu | - Deutschland - 1979: für das Album Grease - Spanien - 1991: für das Album Grease - Kanada - 1982: für das Album Physical - Australien - 1978: für das Album Olivia Newton-John’s Greatest Hits - 1999: für das Album Highlights from The Main Event - Kanada - 1984: für das Album Olivia’s Greatest Hits, Vol. 2 - Dänemark - 2021: für das Album Grease - Vereinigtes Königreich - 2022: für das Album Grease - Vereinigte Staaten - 2024: für das Album Grease - Australien - 1998: für das Album Grease - Kanada - 1978: für das Album Grease |

## Auszeichnungen nach Alben

### If Not for You
| Land/Region       | Auszeichnungen für Musikverkäufe (Land/Region, Auszeichnung, Verkäufe) | Verkäufe |
| ----------------- | ---------------------------------------------------------------------- | -------- |
| Australien (ARIA) | Gold                                                                   | 20.000   |
| Insgesamt         | 1× Gold ·                                                              | 20.000   |

### Long Live Love
| Land/Region       | Auszeichnungen für Musikverkäufe (Land/Region, Auszeichnung, Verkäufe) | Verkäufe |
| ----------------- | ---------------------------------------------------------------------- | -------- |
| Australien (ARIA) | Platin                                                                 | 50.000   |
| Insgesamt         | 1× Platin ·                                                            | 50.000   |

### Let Me Be There
| Land/Region               | Auszeichnungen für Musikverkäufe (Land/Region, Auszeichnung, Verkäufe) | Verkäufe  |
| ------------------------- | ---------------------------------------------------------------------- | --------- |
| Japan (RIAJ)              | Gold                                                                   | 100.000   |
| Kanada (MC)               | Platin                                                                 | 100.000   |
| Vereinigte Staaten (RIAA) | Gold                                                                   | 1.000.000 |
| Insgesamt                 | 2× Gold · 1× Platin ·                                                  | 1.200.000 |

### If You Love Me, Let Me Know
| Land/Region               | Auszeichnungen für Musikverkäufe (Land/Region, Auszeichnung, Verkäufe) | Verkäufe  |
| ------------------------- | ---------------------------------------------------------------------- | --------- |
| Kanada (MC)               | 2× Platin                                                              | 200.000   |
| Vereinigte Staaten (RIAA) | Gold                                                                   | 1.000.000 |
| Insgesamt                 | 1× Gold · 2× Platin ·                                                  | 1.200.000 |

### Have You Never Been Mellow
| Land/Region               | Auszeichnungen für Musikverkäufe (Land/Region, Auszeichnung, Verkäufe) | Verkäufe  |
| ------------------------- | ---------------------------------------------------------------------- | --------- |
| Japan (RIAJ)              | Gold                                                                   | 100.000   |
| Kanada (MC)               | 2× Platin                                                              | 200.000   |
| Vereinigte Staaten (RIAA) | Gold                                                                   | 1.000.000 |
| Insgesamt                 | 2× Gold · 2× Platin ·                                                  | 1.300.000 |

### Clearly Love
| Land/Region               | Auszeichnungen für Musikverkäufe (Land/Region, Auszeichnung, Verkäufe) | Verkäufe |
| ------------------------- | ---------------------------------------------------------------------- | -------- |
| Japan (RIAJ)              | Gold                                                                   | 100.000  |
| Kanada (MC)               | Platin                                                                 | 100.000  |
| Vereinigte Staaten (RIAA) | Gold                                                                   | 500.000  |
| Insgesamt                 | 2× Gold · 1× Platin ·                                                  | 700.000  |

### Come On Over
| Land/Region               | Auszeichnungen für Musikverkäufe (Land/Region, Auszeichnung, Verkäufe) | Verkäufe |
| ------------------------- | ---------------------------------------------------------------------- | -------- |
| Hongkong (IFPI/HKRIA)     | Gold                                                                   | 10.000   |
| Japan (RIAJ)              | Gold                                                                   | 100.000  |
| Kanada (MC)               | Platin                                                                 | 100.000  |
| Neuseeland (RMNZ)         | Gold                                                                   | 10.000   |
| Vereinigte Staaten (RIAA) | Gold                                                                   | 500.000  |
| Insgesamt                 | 4× Gold · 1× Platin ·                                                  | 720.000  |

### Don’t Stop Believin’
| Land/Region               | Auszeichnungen für Musikverkäufe (Land/Region, Auszeichnung, Verkäufe) | Verkäufe |
| ------------------------- | ---------------------------------------------------------------------- | -------- |
| Kanada (MC)               | Gold                                                                   | 50.000   |
| Vereinigte Staaten (RIAA) | Gold                                                                   | 500.000  |
| Insgesamt                 | 2× Gold ·                                                              | 550.000  |

### Olivia Newton-John’s Greatest Hits
| Land/Region                  | Auszeichnungen für Musikverkäufe (Land/Region, Auszeichnung, Verkäufe) | Verkäufe  |
| ---------------------------- | ---------------------------------------------------------------------- | --------- |
| Australien (ARIA)            | 5× Platin                                                              | 250.000   |
| Hongkong (IFPI/HKRIA)        | Gold                                                                   | 10.000    |
| Kanada (MC)                  | Platin                                                                 | 100.000   |
| Vereinigte Staaten (RIAA)    | 2× Platin                                                              | 2.000.000 |
| Vereinigtes Königreich (BPI) | Platin                                                                 | 300.000   |
| Insgesamt                    | 1× Gold · 9× Platin ·                                                  | 2.660.000 |

### Making a Good Thing Better
| Land/Region  | Auszeichnungen für Musikverkäufe (Land/Region, Auszeichnung, Verkäufe) | Verkäufe |
| ------------ | ---------------------------------------------------------------------- | -------- |
| Japan (RIAJ) | Gold                                                                   | 100.000  |
| Kanada (MC)  | Gold                                                                   | 50.000   |
| Insgesamt    | 2× Gold ·                                                              | 150.000  |

### Grease
| Land/Region                  | Auszeichnungen für Musikverkäufe (Land/Region, Auszeichnung, Verkäufe) | Verkäufe   |
| ---------------------------- | ---------------------------------------------------------------------- | ---------- |
| Australien (ARIA)            | 14× Platin                                                             | 1.010.000  |
| Belgien (BRMA)               | Gold                                                                   | 40.000     |
| Brasilien (PMB)              | Gold                                                                   | 100.000    |
| Dänemark (IFPI)              | 7× Platin                                                              | 140.000    |
| Deutschland (BVMI)           | 5× Gold                                                                | 1.750.000  |
| Europa (IFPI)                | Gold                                                                   | (500.000)  |
| Finnland (IFPI)              | —                                                                      | 40.000     |
| Frankreich (SNEP)            | Platin                                                                 | 1.300.000  |
| Hongkong (IFPI/HKRIA)        | Platin                                                                 | 20.000     |
| Italien (FIMI)               | Platin                                                                 | 50.000     |
| Kanada (MC)                  | Diamant                                                                | 1.115.000  |
| Neuseeland (RMNZ)            | Platin                                                                 | 250.000    |
| Niederlande (NVPI)           | —                                                                      | 1.000.000  |
| Norwegen (IFPI)              | Platin                                                                 | 250.000    |
| Österreich (IFPI)            | Gold                                                                   | 70.000     |
| Schweden (IFPI)              | —                                                                      | 150.000    |
| Schweiz (IFPI)               | Gold                                                                   | 25.000     |
| Singapur (RIAS)              | Gold                                                                   | 17.000     |
| Spanien (Promusicae)         | 3× Platin                                                              | 300.000    |
| Vereinigte Staaten (RIAA)    | 13× Platin                                                             | 13.000.000 |
| Vereinigtes Königreich (BPI) | 9× Platin                                                              | 2.700.000  |
| Insgesamt                    | 7× Gold · 43× Platin · 2× Diamant ·                                    | 23.327.000 |

### Totally Hot
| Land/Region                  | Auszeichnungen für Musikverkäufe (Land/Region, Auszeichnung, Verkäufe) | Verkäufe  |
| ---------------------------- | ---------------------------------------------------------------------- | --------- |
| Japan (RIAJ)                 | Gold                                                                   | 100.000   |
| Kanada (MC)                  | Platin                                                                 | 100.000   |
| Niederlande (NVPI)           | Gold                                                                   | 50.000    |
| Vereinigte Staaten (RIAA)    | Platin                                                                 | 1.000.000 |
| Vereinigtes Königreich (BPI) | Gold                                                                   | 100.000   |
| Insgesamt                    | 3× Gold · 2× Platin ·                                                  | 1.350.000 |

### Xanadu
| Land/Region                  | Auszeichnungen für Musikverkäufe (Land/Region, Auszeichnung, Verkäufe) | Verkäufe  |
| ---------------------------- | ---------------------------------------------------------------------- | --------- |
| Australien (ARIA)            | Platin                                                                 | 70.000    |
| Deutschland (BVMI)           | Gold                                                                   | 250.000   |
| Hongkong (IFPI/HKRIA)        | Platin                                                                 | 20.000    |
| Italien (FIMI)               | Gold                                                                   | 50.000    |
| Kanada (MC)                  | 2× Platin                                                              | 200.000   |
| Neuseeland (RMNZ)            | Platin                                                                 | 20.000    |
| Vereinigte Staaten (RIAA)    | 2× Platin                                                              | 2.000.000 |
| Vereinigtes Königreich (BPI) | Gold                                                                   | 100.000   |
| Insgesamt                    | 3× Gold · 7× Platin ·                                                  | 2.710.000 |

### Physical
| Land/Region                  | Auszeichnungen für Musikverkäufe (Land/Region, Auszeichnung, Verkäufe) | Verkäufe  |
| ---------------------------- | ---------------------------------------------------------------------- | --------- |
| Australien (ARIA)            | 2× Platin                                                              | 140.000   |
| Hongkong (IFPI/HKRIA)        | Gold                                                                   | 10.000    |
| Japan (RIAJ)                 | Gold                                                                   | 100.000   |
| Kanada (MC)                  | 4× Platin                                                              | 400.000   |
| Neuseeland (RMNZ)            | Gold                                                                   | 10.000    |
| Vereinigte Staaten (RIAA)    | 2× Platin                                                              | 2.000.000 |
| Vereinigtes Königreich (BPI) | Gold                                                                   | 100.000   |
| Insgesamt                    | 4× Gold · 8× Platin ·                                                  | 2.760.000 |

### Love Performance
| Land/Region  | Auszeichnungen für Musikverkäufe (Land/Region, Auszeichnung, Verkäufe) | Verkäufe |
| ------------ | ---------------------------------------------------------------------- | -------- |
| Japan (RIAJ) | Gold                                                                   | 100.000  |
| Insgesamt    | 1× Gold ·                                                              | 100.000  |

### Olivia’s Greatest Hits, Vol. 2
| Land/Region                  | Auszeichnungen für Musikverkäufe (Land/Region, Auszeichnung, Verkäufe) | Verkäufe  |
| ---------------------------- | ---------------------------------------------------------------------- | --------- |
| Australien (ARIA)            | 2× Platin                                                              | 100.000   |
| Japan (RIAJ)                 | Gold                                                                   | 100.000   |
| Kanada (MC)                  | 5× Platin                                                              | 500.000   |
| Neuseeland (RMNZ)            | Platin                                                                 | 20.000    |
| Vereinigte Staaten (RIAA)    | 2× Platin                                                              | 2.000.000 |
| Vereinigtes Königreich (BPI) | Platin                                                                 | 300.000   |
| Insgesamt                    | 1× Gold · 11× Platin ·                                                 | 3.020.000 |

### Two of a Kind
| Land/Region               | Auszeichnungen für Musikverkäufe (Land/Region, Auszeichnung, Verkäufe) | Verkäufe  |
| ------------------------- | ---------------------------------------------------------------------- | --------- |
| Vereinigte Staaten (RIAA) | Platin                                                                 | 1.000.000 |
| Insgesamt                 | 1× Platin ·                                                            | 1.000.000 |

### Soul Kiss
| Land/Region               | Auszeichnungen für Musikverkäufe (Land/Region, Auszeichnung, Verkäufe) | Verkäufe |
| ------------------------- | ---------------------------------------------------------------------- | -------- |
| Kanada (MC)               | Gold                                                                   | 50.000   |
| Vereinigte Staaten (RIAA) | Gold                                                                   | 500.000  |
| Insgesamt                 | 2× Gold ·                                                              | 550.000  |

### Back to Basics – The Essential Collection
| Land/Region               | Auszeichnungen für Musikverkäufe (Land/Region, Auszeichnung, Verkäufe) | Verkäufe |
| ------------------------- | ---------------------------------------------------------------------- | -------- |
| Australien (ARIA)         | Gold                                                                   | 35.000   |
| Neuseeland (RMNZ)         | Gold                                                                   | 7.500    |
| Vereinigte Staaten (RIAA) | Gold                                                                   | 500.000  |
| Insgesamt                 | 3× Gold ·                                                              | 542.500  |

### Gaia: One Woman’s Journey
| Land/Region       | Auszeichnungen für Musikverkäufe (Land/Region, Auszeichnung, Verkäufe) | Verkäufe |
| ----------------- | ---------------------------------------------------------------------- | -------- |
| Australien (ARIA) | Gold                                                                   | 35.000   |
| Insgesamt         | 1× Gold ·                                                              | 35.000   |

### Highlights from the Main Event
| Land/Region       | Auszeichnungen für Musikverkäufe (Land/Region, Auszeichnung, Verkäufe) | Verkäufe |
| ----------------- | ---------------------------------------------------------------------- | -------- |
| Australien (ARIA) | 5× Platin                                                              | 350.000  |
| Insgesamt         | 5× Platin ·                                                            | 350.000  |

### The Definitive Collection
| Land/Region                  | Auszeichnungen für Musikverkäufe (Land/Region, Auszeichnung, Verkäufe) | Verkäufe |
| ---------------------------- | ---------------------------------------------------------------------- | -------- |
| Japan (RIAJ)                 | Gold                                                                   | 100.000  |
| Vereinigtes Königreich (BPI) | Gold                                                                   | 100.000  |
| Insgesamt                    | 2× Gold ·                                                              | 200.000  |

### 2
| Land/Region       | Auszeichnungen für Musikverkäufe (Land/Region, Auszeichnung, Verkäufe) | Verkäufe |
| ----------------- | ---------------------------------------------------------------------- | -------- |
| Australien (ARIA) | Platin                                                                 | 70.000   |
| Insgesamt         | 1× Platin ·                                                            | 70.000   |

### Indigo – Women of Song
| Land/Region       | Auszeichnungen für Musikverkäufe (Land/Region, Auszeichnung, Verkäufe) | Verkäufe |
| ----------------- | ---------------------------------------------------------------------- | -------- |
| Australien (ARIA) | Gold                                                                   | 35.000   |
| Insgesamt         | 1× Gold ·                                                              | 35.000   |

### Two Strong Hearts Live
| Land/Region       | Auszeichnungen für Musikverkäufe (Land/Region, Auszeichnung, Verkäufe) | Verkäufe |
| ----------------- | ---------------------------------------------------------------------- | -------- |
| Australien (ARIA) | Gold                                                                   | 35.000   |
| Neuseeland (RMNZ) | Gold                                                                   | 7.500    |
| Insgesamt         | 2× Gold ·                                                              | 42.500   |

### Friends for Christmas
| Land/Region       | Auszeichnungen für Musikverkäufe (Land/Region, Auszeichnung, Verkäufe) | Verkäufe |
| ----------------- | ---------------------------------------------------------------------- | -------- |
| Australien (ARIA) | 2× Platin                                                              | 140.000  |
| Insgesamt         | 2× Platin ·                                                            | 140.000  |

## Auszeichnungen nach Singles

### Banks of the Ohio
| Land/Region                  | Auszeichnungen für Musikverkäufe (Land/Region, Auszeichnung, Verkäufe) | Verkäufe |
| ---------------------------- | ---------------------------------------------------------------------- | -------- |
| Australien (ARIA)            | 2× Gold                                                                | 100.000  |
| Vereinigtes Königreich (BPI) | Silber                                                                 | 250.000  |
| Insgesamt                    | 1× Silber · 2× Gold ·                                                  | 350.000  |

### I Honestly Love You
| Land/Region               | Auszeichnungen für Musikverkäufe (Land/Region, Auszeichnung, Verkäufe) | Verkäufe  |
| ------------------------- | ---------------------------------------------------------------------- | --------- |
| Kanada (MC)               | Gold                                                                   | 75.000    |
| Vereinigte Staaten (RIAA) | Gold                                                                   | 1.000.000 |
| Insgesamt                 | 2× Gold ·                                                              | 1.075.000 |

### Let Me Be There
| Land/Region               | Auszeichnungen für Musikverkäufe (Land/Region, Auszeichnung, Verkäufe) | Verkäufe  |
| ------------------------- | ---------------------------------------------------------------------- | --------- |
| Vereinigte Staaten (RIAA) | Gold                                                                   | 1.000.000 |
| Insgesamt                 | 1× Gold ·                                                              | 1.000.000 |

### If You Love Me (Let Me Know)
| Land/Region               | Auszeichnungen für Musikverkäufe (Land/Region, Auszeichnung, Verkäufe) | Verkäufe  |
| ------------------------- | ---------------------------------------------------------------------- | --------- |
| Kanada (MC)               | Gold                                                                   | 75.000    |
| Vereinigte Staaten (RIAA) | Gold                                                                   | 1.000.000 |
| Insgesamt                 | 2× Gold ·                                                              | 1.075.000 |

### Have You Never Been Mellow
| Land/Region               | Auszeichnungen für Musikverkäufe (Land/Region, Auszeichnung, Verkäufe) | Verkäufe  |
| ------------------------- | ---------------------------------------------------------------------- | --------- |
| Japan (RIAJ)              | Gold                                                                   | 50.000    |
| Kanada (MC)               | Gold                                                                   | 75.000    |
| Vereinigte Staaten (RIAA) | Gold                                                                   | 1.000.000 |
| Insgesamt                 | 3× Gold ·                                                              | 1.125.000 |

### Please Mr. Please
| Land/Region               | Auszeichnungen für Musikverkäufe (Land/Region, Auszeichnung, Verkäufe) | Verkäufe  |
| ------------------------- | ---------------------------------------------------------------------- | --------- |
| Vereinigte Staaten (RIAA) | Gold                                                                   | 1.000.000 |
| Insgesamt                 | 1× Gold ·                                                              | 1.000.000 |

### Don’t Stop Believin’
| Land/Region  | Auszeichnungen für Musikverkäufe (Land/Region, Auszeichnung, Verkäufe) | Verkäufe |
| ------------ | ---------------------------------------------------------------------- | -------- |
| Japan (RIAJ) | Gold                                                                   | 50.000   |
| Insgesamt    | 1× Gold ·                                                              | 50.000   |

### Jolene
| Land/Region  | Auszeichnungen für Musikverkäufe (Land/Region, Auszeichnung, Verkäufe) | Verkäufe |
| ------------ | ---------------------------------------------------------------------- | -------- |
| Japan (RIAJ) | Gold                                                                   | 50.000   |
| Insgesamt    | 1× Gold ·                                                              | 50.000   |

### You’re the One That I Want
| Land/Region                  | Auszeichnungen für Musikverkäufe (Land/Region, Auszeichnung, Verkäufe) | Verkäufe  |
| ---------------------------- | ---------------------------------------------------------------------- | --------- |
| Dänemark (IFPI)              | Platin                                                                 | 90.000    |
| Deutschland (BVMI)           | Gold                                                                   | 250.000   |
| Frankreich (SNEP)            | Gold                                                                   | 1.000.000 |
| Italien (FIMI)               | Gold                                                                   | 35.000    |
| Neuseeland (RMNZ)            | 2× Platin                                                              | 60.000    |
| Niederlande (NVPI)           | Platin                                                                 | 150.000   |
| Spanien (Promusicae)         | Platin                                                                 | 60.000    |
| Vereinigte Staaten (RIAA)    | Platin                                                                 | 2.000.000 |
| Vereinigtes Königreich (BPI) | Platin                                                                 | 2.154.932 |
| Insgesamt                    | 3× Gold · 7× Platin ·                                                  | 5.799.932 |

### Hopelessly Devoted to You
| Land/Region                  | Auszeichnungen für Musikverkäufe (Land/Region, Auszeichnung, Verkäufe) | Verkäufe  |
| ---------------------------- | ---------------------------------------------------------------------- | --------- |
| Kanada (MC)                  | Gold                                                                   | 75.000    |
| Neuseeland (RMNZ)            | Gold                                                                   | 15.000    |
| Vereinigte Staaten (RIAA)    | Platin                                                                 | 1.000.000 |
| Vereinigtes Königreich (BPI) | Gold                                                                   | 500.000   |
| Insgesamt                    | 3× Gold · 1× Platin ·                                                  | 1.590.000 |

### Summer Nights
| Land/Region                  | Auszeichnungen für Musikverkäufe (Land/Region, Auszeichnung, Verkäufe) | Verkäufe  |
| ---------------------------- | ---------------------------------------------------------------------- | --------- |
| Dänemark (IFPI)              | Gold                                                                   | 45.000    |
| Frankreich (SNEP)            | Gold                                                                   | 1.000.000 |
| Kanada (MC)                  | Gold                                                                   | 75.000    |
| Neuseeland (RMNZ)            | Gold                                                                   | 15.000    |
| Spanien (Promusicae)         | Gold                                                                   | 30.000    |
| Vereinigte Staaten (RIAA)    | Gold                                                                   | 1.000.000 |
| Vereinigtes Königreich (BPI) | Platin                                                                 | 1.640.000 |
| Insgesamt                    | 6× Gold · 1× Platin ·                                                  | 3.805.000 |

### A Little More Love
| Land/Region                  | Auszeichnungen für Musikverkäufe (Land/Region, Auszeichnung, Verkäufe) | Verkäufe  |
| ---------------------------- | ---------------------------------------------------------------------- | --------- |
| Kanada (MC)                  | Gold                                                                   | 75.000    |
| Vereinigte Staaten (RIAA)    | Gold                                                                   | 1.000.000 |
| Vereinigtes Königreich (BPI) | Silber                                                                 | 250.000   |
| Insgesamt                    | 1× Silber · 2× Gold ·                                                  | 1.325.000 |

### Magic
| Land/Region               | Auszeichnungen für Musikverkäufe (Land/Region, Auszeichnung, Verkäufe) | Verkäufe  |
| ------------------------- | ---------------------------------------------------------------------- | --------- |
| Australien (ARIA)         | Platin                                                                 | 70.000    |
| Vereinigte Staaten (RIAA) | Gold                                                                   | 1.000.000 |
| Insgesamt                 | 1× Gold · 1× Platin ·                                                  | 1.070.000 |

### Xanadu
| Land/Region                  | Auszeichnungen für Musikverkäufe (Land/Region, Auszeichnung, Verkäufe) | Verkäufe |
| ---------------------------- | ---------------------------------------------------------------------- | -------- |
| Italien (FIMI)               | Gold                                                                   | 25.000   |
| Vereinigtes Königreich (BPI) | Silber                                                                 | 250.000  |
| Insgesamt                    | 1× Silber · 1× Gold ·                                                  | 275.000  |

### Physical
| Land/Region                  | Auszeichnungen für Musikverkäufe (Land/Region, Auszeichnung, Verkäufe) | Verkäufe  |
| ---------------------------- | ---------------------------------------------------------------------- | --------- |
| Australien (ARIA)            | Platin                                                                 | 100.000   |
| Kanada (MC)                  | 2× Platin                                                              | 200.000   |
| Neuseeland (RMNZ)            | Platin                                                                 | 20.000    |
| Vereinigte Staaten (RIAA)    | Platin                                                                 | 2.000.000 |
| Vereinigtes Königreich (BPI) | Silber                                                                 | 250.000   |
| Insgesamt                    | 1× Silber · 5× Platin ·                                                | 2.570.000 |

### Make a Move on Me
| Land/Region | Auszeichnungen für Musikverkäufe (Land/Region, Auszeichnung, Verkäufe) | Verkäufe |
| ----------- | ---------------------------------------------------------------------- | -------- |
| Kanada (MC) | Gold                                                                   | 50.000   |
| Insgesamt   | 1× Gold ·                                                              | 50.000   |

### Heart Attack
| Land/Region | Auszeichnungen für Musikverkäufe (Land/Region, Auszeichnung, Verkäufe) | Verkäufe |
| ----------- | ---------------------------------------------------------------------- | -------- |
| Kanada (MC) | Gold                                                                   | 50.000   |
| Insgesamt   | 1× Gold ·                                                              | 50.000   |

### Twist of Fate
| Land/Region | Auszeichnungen für Musikverkäufe (Land/Region, Auszeichnung, Verkäufe) | Verkäufe |
| ----------- | ---------------------------------------------------------------------- | -------- |
| Kanada (MC) | Gold                                                                   | 50.000   |
| Insgesamt   | 1× Gold ·                                                              | 50.000   |

### Grease Megamix
| Land/Region       | Auszeichnungen für Musikverkäufe (Land/Region, Auszeichnung, Verkäufe) | Verkäufe |
| ----------------- | ---------------------------------------------------------------------- | -------- |
| Australien (ARIA) | Platin                                                                 | 70.000   |
| Insgesamt         | 1× Platin ·                                                            | 70.000   |

## Auszeichnungen nach Videoalben

### Olivia Physical
| Land/Region               | Auszeichnungen für Musikverkäufe (Land/Region, Auszeichnung, Verkäufe) | Verkäufe |
| ------------------------- | ---------------------------------------------------------------------- | -------- |
| Vereinigte Staaten (RIAA) | Gold                                                                   | 50.000   |
| Insgesamt                 | 1× Gold ·                                                              | 50.000   |

### Twist of Fate
| Land/Region               | Auszeichnungen für Musikverkäufe (Land/Region, Auszeichnung, Verkäufe) | Verkäufe |
| ------------------------- | ---------------------------------------------------------------------- | -------- |
| Vereinigte Staaten (RIAA) | Platin                                                                 | 100.000  |
| Insgesamt                 | 1× Platin ·                                                            | 100.000  |

### Olivia in Concert
| Land/Region               | Auszeichnungen für Musikverkäufe (Land/Region, Auszeichnung, Verkäufe) | Verkäufe |
| ------------------------- | ---------------------------------------------------------------------- | -------- |
| Vereinigte Staaten (RIAA) | Gold                                                                   | 50.000   |
| Insgesamt                 | 1× Gold ·                                                              | 50.000   |

### Gold
| Land/Region       | Auszeichnungen für Musikverkäufe (Land/Region, Auszeichnung, Verkäufe) | Verkäufe |
| ----------------- | ---------------------------------------------------------------------- | -------- |
| Australien (ARIA) | Gold                                                                   | 7.500    |
| Insgesamt         | 1× Gold ·                                                              | 7.500    |

### Two Strong Hearts
| Land/Region       | Auszeichnungen für Musikverkäufe (Land/Region, Auszeichnung, Verkäufe) | Verkäufe |
| ----------------- | ---------------------------------------------------------------------- | -------- |
| Australien (ARIA) | Platin                                                                 | 15.000   |
| Insgesamt         | 1× Platin ·                                                            | 15.000   |

## Statistik und Quellen
| Land/RegionAuszeichnungen für Musikverkäufe (Land/Region, Auszeichnungen, Verkäufe, Quellen) | Silber     | Gold       | Platin         | Diamant     | Verkäufe   | Quellen                       |
| -------------------------------------------------------------------------------------------- | ---------- | ---------- | -------------- | ----------- | ---------- | ----------------------------- |
| Australien (ARIA)                                                                            | —          | 8× Gold8   | 34× Platin34   | —           | 2.702.500  | aria.com.au                   |
| Belgien (BRMA)                                                                               | —          | Gold1      | —              | —           | 40.000     | ultratop.be                   |
| Brasilien (PMB)                                                                              | —          | Gold1      | —              | —           | 100.000    | Einzelnachweise               |
| Dänemark (IFPI)                                                                              | —          | Gold1      | 8× Platin8     | —           | 275.000    | ifpi.dk                       |
| Deutschland (BVMI)                                                                           | —          | 3× Gold3   | 2× Platin2     | —           | 2.250.000  | musikindustrie.de             |
| Europa (IFPI)                                                                                | —          | Gold1      | —              | —           | (500.000)  | Einzelnachweise               |
| Finnland (IFPI)                                                                              | —          | —          | —              | —           | 40.000     | Einzelnachweise               |
| Frankreich (SNEP)                                                                            | —          | 2× Gold2   | Platin1        | —           | 3.300.000  | infodisc.fr snepmusique.com   |
| Hongkong (IFPI/HKRIA)                                                                        | —          | 3× Gold3   | 2× Platin2     | —           | 70.000     | ifpihk.org                    |
| Italien (FIMI)                                                                               | —          | 3× Gold3   | Platin1        | —           | 160.000    | fimi.it                       |
| Japan (RIAJ)                                                                                 | —          | 13× Gold13 | —              | —           | 1.150.000  | riaj.or.jp                    |
| Kanada (MC)                                                                                  | —          | 12× Gold12 | 22× Platin22   | Diamant1    | 4.065.000  | musiccanada.com               |
| Neuseeland (RMNZ)                                                                            | —          | 6× Gold6   | 6× Platin6     | —           | 442.500    | aotearoamusiccharts.co.nz NZ2 |
| Niederlande (NVPI)                                                                           | —          | Gold1      | Platin1        | —           | 1.200.000  | nvpi.nl                       |
| Norwegen (IFPI)                                                                              | —          | —          | Platin1        | —           | 250.000    | ifpi.no                       |
| Österreich (IFPI)                                                                            | —          | Gold1      | —              | —           | 70.000     | ifpi.at                       |
| Schweden (IFPI)                                                                              | —          | —          | —              | —           | 150.000    | Einzelnachweise               |
| Schweiz (IFPI)                                                                               | —          | Gold1      | —              | —           | 25.000     | hitparade.ch                  |
| Singapur (RIAS)                                                                              | —          | Gold1      | —              | —           | 17.000     | Einzelnachweise               |
| Spanien (Promusicae)                                                                         | —          | Gold1      | 4× Platin4     | —           | 390.000    | elportaldemusica.es ES2       |
| Vereinigte Staaten (RIAA)                                                                    | —          | 18× Gold18 | 17× Platin17   | Diamant1    | 40.700.000 | riaa.com                      |
| Vereinigtes Königreich (BPI)                                                                 | 4× Silber4 | 6× Gold6   | 13× Platin13   | —           | 8.994.932  | bpi.co.uk                     |
| Insgesamt                                                                                    | 4× Silber4 | 83× Gold83 | 112× Platin112 | 2× Diamant2 |            |                               |